# رخمة (الحيمة الخارجية)

تعديل مصدري - تعديل

رخمة هي إحدى قرى عزلة بني القلام بمديرية الحيمة الخارجية التابعة لمحافظة صنعاء، بلغ تعداد سكانها 213 نسمة حسب تعداد اليمن لعام 2004.